# Institute of Contemporary Arts
L'Institute of Contemporary Arts (Institut d'Art Contemporani, ICA) és un centre artístic i cultural ubicat al centre de Londres, al costat de la plaça de Trafalgar. Es troba dins de l'edifici conegut com a Nash House i conté galeries d'art, un teatre, dues sales de cinema, una llibreria i un bar. Des de 2011, el director ha estat Gregor Muir.